# Regensburglezing

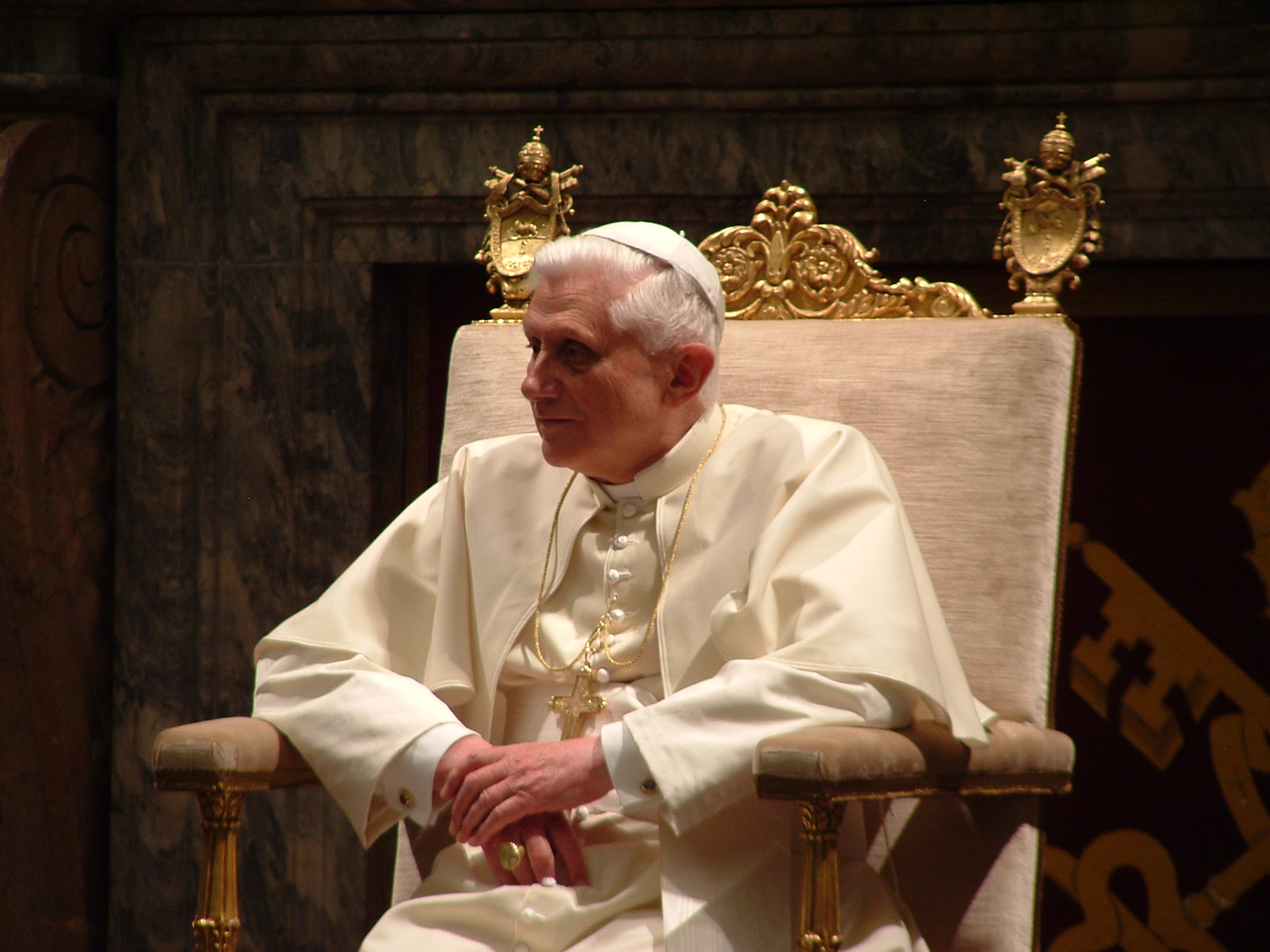
Paus Benedictus XVI

De Regensburger lezing of Regensburger rede is een lezing die paus Benedictus XVI hield op 12 september 2006 aan zijn Alma Mater, de universiteit van Regensburg in Duitsland. De lezing was getiteld Glaube, Vernunft und Universität. Erinnerungen und Reflexionen (Geloof, ratio en universiteit. Herinneringen en beschouwingen).

## Reacties
De lezing van Benedictus riep hevige reacties op uit in een groot deel van de islamitische wereld, maar ook in de westerse wereld. De Turkse premier Erdogan vroeg zaterdag om uitdrukkelijke excuses van de paus, die in november Turkije zou bezoeken.
In een reactie van het Vaticaan van 16 september 2006 liet de paus weten dat hij met zijn uitspraak de moslims niet had willen beledigen. Hij wilde juist een openhartige en respectvolle dialoog op gang brengen.

## Protesten, aanvallen en bedreigingen
Er vonden verscheidene aanvallen op christenen plaats in de wereld. In Gaza en de Westelijke Jordaanoever werden vijf kerken aangevallen. In Mogadishu, de hoofdstad van Somalië, werd Leonella Sgorbati, een 65-jarige Italiaanse non, doodgeschoten. In Irak werd een priester ontvoerd en onthoofd.
Al Qaeda en andere terroristische organisaties uitten bedreigingen naar aanleiding van de Regensburger lezing. De Iraakse militie, Jaich al-Moedjahedin, kondigde op het internet aan aanslagen in Rome en Vaticaanstad te zullen plegen. Het Pakistaanse Lashkar-e-Taiba vaardigde een fatwa uit, waarin de moslimgemeenschap werd opgeroepen paus Benedictus XVI te vermoorden.